# Google Lunar X Prize
Google Lunar X Prize – konkurs zorganizowany przez X PRIZE Foundation i sponsorowany przez Google. Jego zwycięzcą miała zostać drużyna, która wykorzystując prywatne fundusze jako pierwsza umieści na powierzchni Księżyca łazik i zaprezentuje zrobione przez niego zdjęcia (oraz inne dane) przekazane na Ziemię. Konkurs został ogłoszony 13 września 2007 roku na łamach czasopisma „Wired” i anulowany w marcu 2018 z powodu niepowodzenia wszystkich drużyn.
Pula nagród Google Lunar X Prize wynosiła ponad 30 milionów dolarów. Celem konkursu, w którym brały udział zespoły finansowane niemal wyłącznie ze źródeł prywatnych (udział środków pochodzących z instytucji państwowych nie mogła przekroczyć 10%), było umieszczenie na powierzchni Księżyca łazika, który przejedzie ponad 500 metrów i prześle na Ziemię zdjęcia i wideo w wysokiej rozdzielczości. Pierwsza drużyna, która tego dokona miała otrzymać 20 milionów USD, druga 5 milionów USD. Główna nagroda miała zostać zmniejszona o 5 mln USD w przypadku, gdy przed uczestnikami na powierzchni Księżyca wyląduje pojazd rządowy, jednak ten punkt regulaminu został usunięty w 2013 roku w związku z planowanym lądowaniem na Księżycu chińskiego lądownika Chang’e 3.
Dodatkowe nagrody o wysokości od 1 do 4 mln USD można było zdobyć za szczególne osiągnięcia: łazik przejedzie ponad 5 kilometrów, dotrze do obiektów pozostawionych przez człowieka na Księżycu w XX wieku, potwierdzi obecność wody na powierzchni lub przetrwa noc księżycową. Ponadto w trakcie trwania konkursu przyznawane są nagrody Milestone Prizes drużynom, które zaprezentowały znaczący postęp w realizacji swoich projektów; do 2015 roku przyznano nagrody za 5,25 mln USD. Jeden z partnerów konkursu, Space Florida, ufundował nagrodę w wysokości 2 mln USD dla drużyny, która wystrzeli swój pojazd ze stanu Floryda.
Zgodnie z zasadami konkurs trwał do czasu rozdania wszystkich nagród lub do końca marca 2018 roku (początkowo miał to być koniec 2015 roku, lecz w grudniu 2014 termin przedłużono o rok, w maju 2015 o kolejny rok, a w sierpniu 2017 o 3 miesiące). Dodatkowym warunkiem było przedstawienie do końca 2015 roku przez co najmniej jedną z drużyn kontraktu na wystrzelenie skonstruowanego przez nią pojazdu; gdyby żadna z drużyn tego warunku nie spełniła, konkurs zostałby anulowany. Warunek ten spełniła w październiku 2015 drużyna SpaceIL.

## Uczestnicy
Rejestracja została zakończona 31 grudnia 2010 roku. 17 lutego 2011 roku opublikowano listę drużyn biorących udział w konkursie, obejmującą 29 zespołów.
| Zespół                               | Państwo                                | Łazik                                                  | Orbiter lub lądownik    | Link          |
| ------------------------------------ | -------------------------------------- | ------------------------------------------------------ | ----------------------- | ------------- |
| Odyssey Moon                         | Międzynarodowy / Wyspa Man             | MoonOne (M-1)                                          |                         | [ 10 ]        |
| Astrobotic                           | Stany Zjednoczone                      | Red Rover                                              |                         | [ 11 ]        |
| Team Italia                          | Włochy                                 | AMALIA                                                 |                         | [ 12 ]        |
| Next Giant Leap                      | Stany Zjednoczone                      | X                                                      |                         | [ 13 ]        |
| Team FREDNET                         | Międzynarodowy                         | X                                                      |                         | [ 14 ]        |
| ARCA                                 | Rumunia                                | European Lunar Lander                                  | European Lunar Explorer | [ 15 ]        |
| Moon Express                         | Stany Zjednoczone                      | MoonEx-1                                               |                         | [ 16 ]        |
| STELLAR                              | Stany Zjednoczone                      | Stellar Eagle                                          |                         | [ 17 ]        |
| JURBAN                               | Stany Zjednoczone                      | JOLHT                                                  |                         | [ 18 ] [ 19 ] |
| Independence-X                       | Malezja                                | Independence Lunar Rover – 1 (ILR-1)                   |                         | [ 20 ]        |
| Omega Envoy                          | Stany Zjednoczone                      | SAGAN                                                  |                         | [ 21 ]        |
| Synergy Moon                         | Międzynarodowy                         | Tesla Robotic Rover                                    |                         | [ 22 ]        |
| EuroLuna                             | Dania / Szwajcaria / Włochy            | ROMIT                                                  |                         | [ 23 ]        |
| SELENE                               | Chiny / Niemcy                         | LuRoCa 1                                               |                         | [ 24 ]        |
| Hakuto (wcześniej White Label Space) | Japonia (wcześniej Japonia i Holandia) | Moonraker, Tetris                                      |                         | [ 25 ]        |
| Part-Time Scientists                 | Niemcy                                 | Asimov Jr.                                             | Jules Verne (lądownik)  | [ 26 ]        |
| C-Base Open Moon                     | Niemcy                                 | c-rove                                                 |                         | [ 27 ]        |
| Selenochod (Селеноход)               | Rosja                                  | Selenochod                                             |                         | [ 28 ]        |
| Barcelona Moon Team                  | Hiszpania                              |                                                        |                         | [ 29 ]        |
| Mystical Moon                        | Stany Zjednoczone                      | Black Magic                                            |                         | [ 30 ]        |
| Rocket City Space Pioneers           | Stany Zjednoczone                      |                                                        |                         | [ 31 ]        |
| Space IL                             | Izrael                                 | Sparrow – pojazd przemieszczający się za pomocą skoków |                         | [ 32 ]        |
| Puli                                 | Węgry                                  | X                                                      |                         | [ 33 ]        |
| SpaceMETA                            | Brazylia                               |                                                        |                         | [ 34 ]        |
| Plan B                               | Kanada                                 | Plan B                                                 |                         | [ 35 ]        |
| Penn State Lunar Lion                | Stany Zjednoczone                      | The Lunar Lion                                         |                         | [ 36 ]        |
| Angelicvm Chile                      | Chile                                  | Dandelion                                              |                         | [ 37 ]        |
| TeamIndus                            | Indie                                  | ECA                                                    |                         | [ 38 ] [ 39 ] |
| Team Phoenicia                       | Stany Zjednoczone                      | Storming the High Heavens                              |                         | [ 40 ]        |

Jeszcze w roku 2011 z konkursu wycofały się drużyny: C-Base Open Moon, SELENE i Mystical Moon. W maju 2012 Moon Express poinformował o przejęciu drużyny Next Giant Leap, a w grudniu 2012 o przejęciu Rocket City Space Pioneers. W listopadzie 2012 drużyna Odyssey Moon dołączyła do SpaceIL. W 2013 z konkursu wycofały się drużyny Team Phoenicia, Team FREDNET, ARCA, Selenochod i JURBAN. W 2015 roku z listy aktywnych uczestników konkursu usunięto drużyny Penn State Lunar Lion i Barcelona Moon Team, tak więc w 2016 roku współzawodniczyło ze sobą 16 drużyn.
7 października 2015 izraelska drużyna SpaceIL poinformowała o podpisaniu kontraktu na lot jej pojazdu rakietą Falcon 9 firmy SpaceX w drugiej połowie 2017 roku. 8 grudnia 2015 pomyślnie zweryfikowano podpisany przez drużynę Moon Express kontrakt z firmą Rocket Lab na lot jej pojazdu rakietą Elektron w 2017 roku. Pozostałe drużyny musiały przedstawić podobne kontrakty do końca 2016 roku, by móc dalej brać udział w konkursie. Ostatecznie kontrakty na lot rakietą zdążyły przedstawić jeszcze trzy drużyny – Synergy Moon (rakieta NEPTUNE 8), TeamIndus (rakieta Polar Satellite Launch Vehicle) oraz Hakuto (wspólny lot z pojazdem TeamIndus), tak więc do ostatniego etapu konkursu zakwalifikowało się łącznie pięć zespołów.
W styczniu 2017 roku rozdzielono 1 milion dolarów nagrody Diversity Prize pomiędzy 16 drużyn, które brały udział w konkursie w 2016 roku.